# Karl-Wilhelm-Fricke-Preis
Mit dem Karl-Wilhelm-Fricke-Preis werden Persönlichkeiten und Initiativen ausgezeichnet, „die mit ihrem Engagement das Bewusstsein für Freiheit, Demokratie und Zivilcourage stärken.“ Verleiherin ist die Bundesstiftung zur Aufarbeitung der SED-Diktatur. Die Verleihung erfolgt jährlich.
Der Preis verfolgt das Ziel, „die kritische Auseinandersetzung mit den kommunistischen Diktaturen zu fördern, den antitotalitären Konsens in der Gesellschaft zu stärken sowie die Demokratie und die innere Einheit Deutschlands zu festigen.“
Prämiert werden können als Projekte oder Werke „herausragende wissenschaftliche Arbeiten, literarische oder künstlerische Werke, innovative und lebendige Bildungsprojekte, Dokumentarfilme oder journalistische Arbeiten.“

## Der Namensgeber
Der Preis ist nach dem Journalisten und Publizisten Karl Wilhelm Fricke benannt. Der Preis wurde erstmals am 15. Juni 2017 als Aufarbeitungspreis vergeben und hieß danach „Karl-Wilhelm-Fricke-Preis“.

## Der Spender
Der Spender ist der Publizist, Mediziner und ehemalige Fluchthelfer Burkhart Veigel. Er „möchte, dass die Auseinandersetzung mit totalitären Regimen weitergeht. Der Preis soll deshalb nicht nur Anerkennung für herausragende Leistungen auf diesem Gebiet sein, sondern auch ein Anstoß, sich weiter mit diesen Themen zu beschäftigen.“

## Preisgeld
Der Preis ist mit 20.000 Euro dotiert und „soll zugleich die Fortführung der ausgezeichneten Arbeit ermöglichen“. Daneben wird seit 2018 ein mit 5.000 Euro dotierter Sonderpreis verliehen.
Seit 2021 wird außerdem ein Nachwuchspreis in Höhe von 3.000 Euro verliehen.

## Preisträger
- 2017: Karl Wilhelm Fricke; Laudator: Rainer Eppelmann; Überreichender: Horst Köhler[3][6]
- 2018: Beratungsstelle „Gegenwind“ (Berlin/Deutschland) sowie Initiative „Letzte Adresse“ (Russland)
- 2019: Initiativgruppe Geschlossener Jugendwerkhof Torgau e. V., Sonderpreise: Ines Geipel, Hartmut Büttner, Thüringer Vierteljahresschrift für Zeitgeschichte und Politik „Gerbergasse 18“
- 2020: Freya Klier; Sonderpreise: Initiativgruppe Lager Mühlberg, Martin-Luther-King-Zentrum Werdau für Gewaltfreiheit und Zivilcourage e. V. – Archiv Bürgerbewegung, National Human Rights Museum in Taiwan
- 2021: Gerd Koenen; Sonderpreis: Website Dekoder.org – Russland entschlüsseln[9]; Nachwuchspreis: Projekt Oma Else: „Roadtrip zur Grenze. Urlaub und Leben im Sperrgebiet“[10]
- 2022: Memorial International; Sonderpreis: Zeitschrift Osteuropa; Nachwuchspreis: Max Zarnojanczyk und Christian Hermann vom Podcast Horchpost DDR;[11] Überreichende: Kulturstaatsministerin Claudia Roth[12]
- 2023: Lagergemeinschaft Workuta/GULag Sowjetunion; Sonderpreis: Doris Liebermann; Nachwuchspreis: Podcast „Rice and Shine“[13]
- 2024: Lern- und Gedenkort Kaßberg-Gefängnis (Chemnitz); Sonderpreis: Peter Wensierski; Nachwuchspreis: Leonie Schöler[14]
- 2025: Ilko-Sascha Kowalczuk; Sonderpreis: Neiße Filmfestival; Nachwuchspreis: Chemnitzer Initiative „(K)Einheit“[15]

## Jury
Die Preisträger werden ab 2018 von einer prominent besetzten Jury ausgewählt. Der Jury gehören der Altbundespräsident Horst Köhler, die ehemalige Bundesbeauftragte für die Stasi-Unterlagen Marianne Birthler, die Direktorin der Bundesstiftung zur Aufarbeitung der SED-Diktatur Anna Kaminsky, der Schriftsteller Marko Martin, die russische Menschenrechtlerin Irina Scherbakowa, sowie der Spender des Preises Burkhart Veigel an.